# Nashville (Illinois)
Nashville és una població dels Estats Units a l'estat d'Illinois. Segons el cens del 2000 tenia 3.147 habitants.

## Demografia
Segons el cens del 2000, Nashville tenia 3.147 habitants, 1.324 habitatges, i 884 famílies. La densitat de població era de 453,4 habitants/km².
Dels 1.324 habitatges en un 31,6% hi vivien nens de menys de 18 anys, en un 54,3% hi vivien parelles casades, en un 10,3% dones solteres, i en un 33,2% no eren unitats familiars. En el 30,4% dels habitatges hi vivien persones soles el 17,4% de les quals corresponia a persones de 65 anys o més que vivien soles. El nombre mitjà de persones vivint en cada habitatge era de 2,36 i el nombre mitjà de persones que vivien en cada família era de 2,92.
Per edats la població es repartia de la següent manera: un 24,6% tenia menys de 18 anys, un 7,4% entre 18 i 24, un 27,5% entre 25 i 44, un 22,3% de 45 a 60 i un 18,3% 65 anys o més.
L'edat mediana era de 39 anys. Per cada 100 dones de 18 o més anys hi havia 85,2 homes.
La renda mediana per habitatge era de 42.097 $ i la renda mediana per família de 51.875 $. Els homes tenien una renda mediana de 34.020 $ mentre que les dones 24.010 $. La renda per capita de la població era de 21.935 $. Aproximadament l'1,9% de les famílies i el 4,4% de la població estaven per davall del llindar de pobresa.

## Poblacions més properes
El següent diagrama mostra les poblacions més properes.